# STARGATE
STARGATE (англ. Spacecraft Tracking and Astronomical Research into Gigahertz Astrophysical Transient Emission, відстеження космічних кораблів і астрономічні дослідження в гігагерцевих астрофізичних швидкоплинних випромінюваннях) — технічний комплекс, розташований поруч зі стартовим комплексом SpaceX на півдні Техасу.
STARGATE мав надавати студентам і викладачам доступ до радіочастотних технологій, які використовуються в космічних польотах, включаючи відстеження супутників і космічних кораблів.
Станом на 2023 рік головний комплекс STARGATE був переданий в оренду SpaceX для використання в розробці SpaceX Starship, але інші прилади STARGATE і далі працюють в інших місцях, насамперед у головному кампусі Техаського університету долини Ріо-Гранде у Браунсвіллі.

## Історія

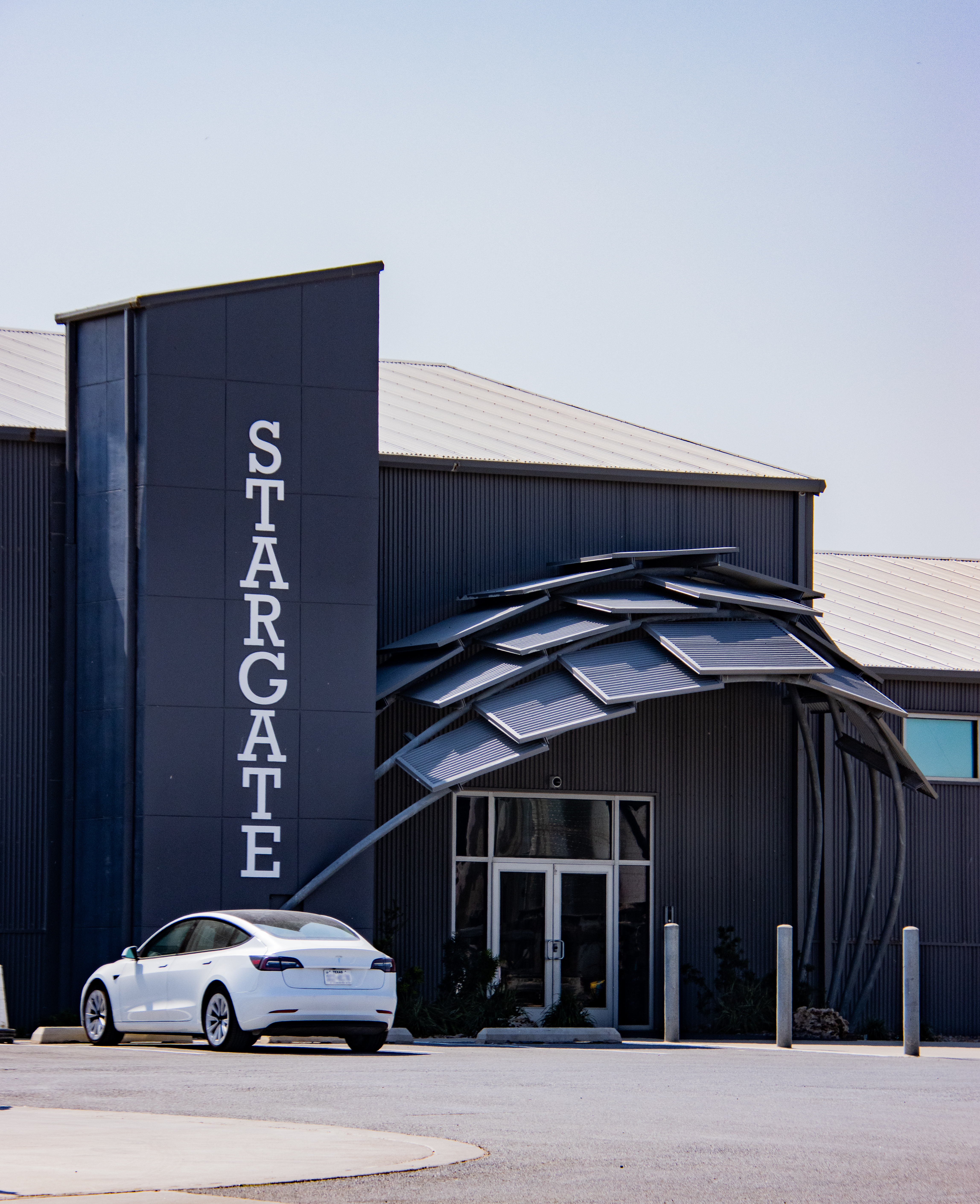
Головний корпус STARGATE

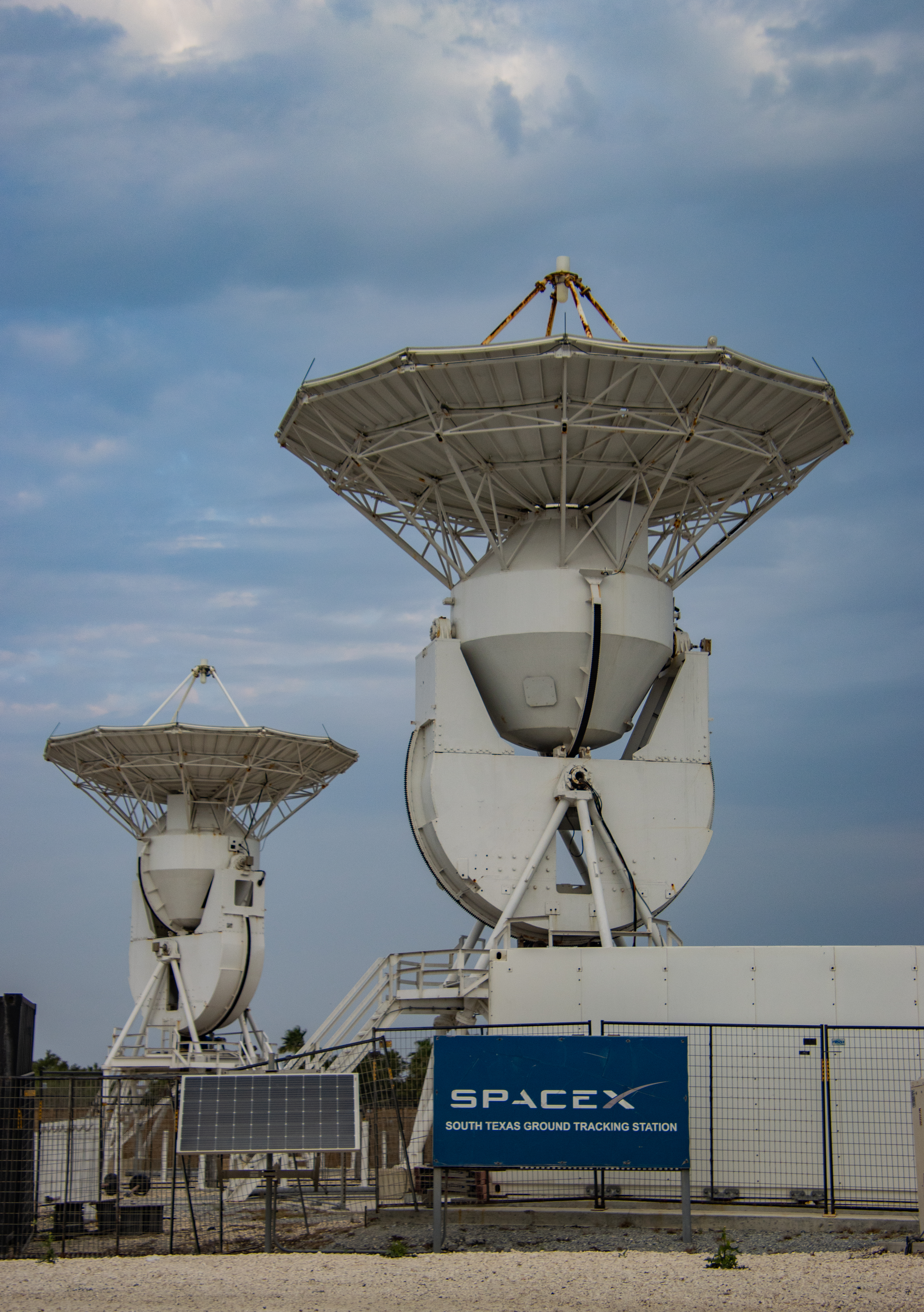
Дві антени S-діапазону, що належать SpaceX, які використовує для радіоастрономії Техаський університет долини Ріо-Гранде

Ідею STARGATE висунув у 2012 році Фредрік Дженет, директор Центру передової радіоастрономії (Center for Advanced Radio Astronomy, CARA) і асоційований професор фізики та астрономії в Техаському університеті в Браунсвіллі. Початкове фінансування включало 500 тис. доларів, надані Greater Brownsville Incentives Corporation у жовтні 2012 року, як частину пакету, спрямованого на підвищення ймовірності залучення SpaceX для будівництва стартового майданчика в цьому районі. Інша мета полягала в тому, щоб студенти та викладачі були залучені до космічних запусків та досліджень.
У 2014 році, після оголошення про будівництво стартового комплексу SpaceX поблизу пляжу Бока-Чика, Рада економічного розвитку Браунсвілла придбала кілька ділянок у селі Бока-Чика загальною площею 0,9 га приблизно за 3 км від стартового майданчика SpaceX і передала його STARGATE. На цій території, зокрема, був збудований спостережний центр площею 1100 м2.
Тендери на будівництво двоканального волоконно-оптичного зв'язку між Університетом Техасу в Браунсвіллі та об'єктами STARGATE та SpaceX у Бока-Чика були оголошені на початку березня 2015 року.
У середині 2015 року Техаський університет у Браунсвіллі об'єднався з іншим університетом і став Техаським університетом долини Ріо-Гранде, а STARGATE став підпорядковуватись новому університету.